# The Walking Dead (mùa 5)
The Walking Dead (mùa 5) (tạm dịch: Xác sống mùa 5) là phần thứ năm của series phim về đại dịch xác sống The Walking Dead, bắt đầu được phát sóng vào ngày 12/10/2014 và bao gồm 16 tập. Trước đó vào ngày 29/10/2013, AMC xác nhận sẽ tiếp tục thực hiện Phần 5 của phim. Nhà chỉ đạo sản xuất chính của Phần 4, Scott Gimple sẽ tiếp tục đảm nhiệm vai trò của mình ở Phần 5. Quá trình quay phim bắt đầu từ ngày 4/5/2014 và kết thúc vào ngày 22/11/2014.
Phần thứ 5 năm này nối liền với diễn biến cuối cùng của Phần 4 trước đó. Tập phim đầu tiên của mùa phim là "No Sanctuary" đã phá vỡ các kỷ lục về lượng người xem tại Mỹ trước đó với 17.3 triệu lượt khán giả trong độ tuổi từ 18 đến 49, giúp bộ phim một lần nữa trở thành series phim truyền hình cáp được xem nhiều nhất trong lịch sử từ trước tới nay.

## Tóm lược nội dung

### Tập 1:No Sanctuary
Sau khi phát hiện ra ý đồ thực sự của người dân Terminus, nhóm của Rick rơi vào một tình thế đầy nguy hiểm. Liệu họ sẽ có thể vượt qua?

### Tập 2:Strangers
Với việc nhu yếu phẩm dần cạn kiệt, Rick dẫn đầu một nhóm có nhiệm vụ đi kiếm đồ và gặp phải những mối đe dọa không đáng để mạo hiểm. 

### Tập 3:Four Walls And A Roof
Rick và cả nhóm phải đối đầu với những con người đầy man rợ. 

### Tập 4:Slabtown
Một nhóm những người sống sót khác xuất hiện. 

### Tập 5:Self Help
Khi đang trên đường đi thực hiện một nhiệm vụ quan trọng, nhóm của Abraham gặp phải những vấn đề trở thành sự thách thức đối với khả năng sinh tồn của họ.

### Tập 6:Consumed
Hai thành viên của nhóm quay trở lại một địa điểm quen thuộc trong quá khứ với nỗ lực cứu lấy người đồng đội. 

### Tập 7:Crossed
Nhiệm vụ giải cứu được đặt ra, khiến những người sống sót phải tách ra thành hai nhóm nhỏ. Một nhóm lên đường, trong khi nhóm kia ở lại để bảo vệ nhà thờ. 

### Tập 8:Coda
Rick tìm kiếm một thỏa thuận thích đáng cho cả hai bên, khi mà những nguyên tắc và giá trị đạo đức đã bị kẻ thù gạt bỏ. 

### Tập 9:What Happened and What's Going On
Chỉ vừa mới trải qua một thảm kịch chưa lâu, cả nhóm đã phải đón nhận một tin dữ khác.

### Tập 10:Them
Cuộc sống lang bạt trên đường khiến những người sống sót kiệt sức và tuyệt vọng. 

### Tập 11:The Distance
Sau cơn mưa, trời lại sáng. Rick và cả nhóm gặp một anh chàng với vẻ thân thiện đến lạ lùng. 

### Tập 12:Remember
Những tưởng đã tìm được môi ngôi nhà mới lý tưởng, việc hòa nhập vào môi trường sống tại đây có vẻ không hề dễ dàng với các thành viên trong nhóm. 

### Tập 13:Forget
Rick và cả nhóm vẫn phải tiếp tục học cách thích nghi với sự mới mẻ xung quanh họ. 

### Tập 14:Spend (The Walking Dead)
Trong khi đang củng cố cho ngôi nhà mới của mình, Rick và cả nhóm tiếp tục phải đối mặt với những thách thức khác. 

### Tập 15:Try
Cuộc sống đằng sau những bức tường khiến mọi người dần quên đi những gì đang thực sự diễn ra bên ngoài.

### Tập 16:Conquer
Daryl gặp phải rắc rối trong một chuyến đi ra ngoài. Trong khi đó, Rick và các thành viên trong nhóm vẫn cảm thấy không thể hòa nhập được với người dân tại Alexandria. Phía bên ngoài cánh cổng của cộng đồng, những mối nguy hiểm đang rình rập. 

## Thông tin cơ bản
|     | Tên tập                           | Biên kịch                    | Đạo diễn           | Ngày lên sóng | Lượng người xem (Mỹ) |
| --- | --------------------------------- | ---------------------------- | ------------------ | ------------- | -------------------- |
| 1.  | No Sanctuary                      | Scott Gimple                 | Greg Nicotero      | 12/10/2014    | 17.28 triệu          |
| 2.  | Strangers                         | Robert Kirkman               | David Boyd         | 19/10/2014    | 15.14 triệu          |
| 3.  | Four Walls And A Roof             | Angela Kang Corey Reed       | Jeffrey F. January | 26/10/2014    | 13.8 triệu           |
| 4.  | Slabtown                          | Matt Negrete Channing Powell | Michael Satrazemis | 2/11/2014     | 14.51 triệu          |
| 5.  | Self Help                         | Heather Bellson Seth Hoffman | Ernest Dickerson   | 9/11/2014     | 13.53 triệu          |
| 6.  | Consumed                          | Matt Negrete Corey Reed      | Seith Mann         | 16/11/2014    | 14.06 triệu          |
| 7.  | Crossed                           | Seth Hoffman                 | Billy Gierhart     | 23/11/2014    | 13.32 triệu          |
| 8.  | Coda                              | Angela Kang                  | Ernest Dickerson   | 30/11/2014    | 14.8 triệu           |
| 9.  | What Happened and What's Going On | Scott Gimple                 | Greg Nicotero      | 8/2/2015      | 15.6 triệu           |
| 10. | Them                              | Heather Bellson              | Julius Ramsay      | 15/2/2015     | 12.26 triệu          |
| 11. | The Distance                      | Seth Hoffman                 | Larysa Kondracki   | 22/2/2015     | 13.43 triệu          |
| 12. | Remember                          | Channing Powell              | Greg Nicotero      | 1/3/2015      | 14.43 triệu          |
| 13. | Forget                            | Corey Reed                   | David Boyd         | 8/3/2015      | 14.53 triệu          |
| 14. | Spend                             | Matt Negrete                 | Jennifer Lynch     | 15/3/2015     | 13.78 triệu          |
| 15. | Try                               | Angela Kang                  | Michael Satrazemis | 22/3/2015     | 13.75 triệu          |
| 16. | Conquer                           | Scott Gimple Seth Hoffman    | Greg Nicotero      | 29/3/2015     | 15.78 triệu          |

## Dàn diễn viên
| - Andrew Lincoln vai Rick Grimes - Norman Reedus vai Daryl Dixon - Steven Yeun vai Glenn Rhee - Lauren Cohan vai Maggie Greene - Chandler Riggs vai Carl Grimes - Danai Gurira vai Michonne - Melissa McBride vai Carol Peletier - Michael Cudlitz vai Abraham Ford - Emily Kinney vai Beth Greene - Chad Coleman vai Tyreese Williams - Sonequa Martin-Green vai Sasha Williams - Lawrence Gilliard Jr. vai Bob Stookey - Josh McDermitt vai Eugene Porter - Christian Serratos vai Rosita Espinosa - Alanna Masterson vai Tara Chambler - Seth Gilliam vai Gabriel Stokes - Andrew J. West vai Gareth | - Tate Ellington vai Alex - Denise Crosby vai Mary - Chris Coy vai Martin - Robin Lord Taylor vai Sam - Christine Woods vai Dawn Lerner - Tyler James Williams vai Noah - Cullen Moss vai Gorman - Keisha Castle-Hughes vai Joan - Erik Jensen vai Steven Edwards - Maximiliano Hernandez vai Bob Lamson - Ross Marquand vai Aaron - Tovah Feldshuh vai Deanna Monroe - Alexandra Breckenridge vai Jessie Anderson - Daniel Bonjour vai Aiden Monroe - Austin Abrams vai Ron Anderson - Steve Coulter vai Reg Monroe - Austin Nichols vai Spencer Monroe - Jason Douglas vai Tobin - Lennie James vai Morgan Jones - Benedict Samuel vai Thủ lĩnh The Wolves Khách mời đặc biệt - David Morrissey vai The Governor - Brighton Sharbino vai Lizzie Samuels - Kyla Kenedy vai Mika Samuels | - Charlotte & Clara Ward và Kiley & Jaelyn Behun vai Judith Grimes - April Billingsley vai Theresa - Chris Burns vai Mike - Benjamin Papac vai Albert - Travis Young vai Greg - Ricky Wayne vai Sĩ quan O'Donnell - Teri Wyble vai Amanda Shepherd - Không rõ vai Sĩ quan Jeffries - Timothy Scott vai Gavin Trevitt - Andrea Moore vai Ellen Ford - Drake Light vai A.J. Ford - Không rõ vai Becca Ford - Marc Gowan vai Percy - Christopher Matthew Cook vai Sĩ quan Licari - Rico Ball vai Sĩ quan Franco - Kyle Clements vai Sĩ quan McGinley - Jordan Woods-Robinson vai Eric Raleigh - Katelyn Nacon vai Enid - Michael Traynor vai Nicholas - Ann Mahoney vai Olivia - Major Dodson vai Sam Anderson - Elijah Marcano vai Mikey - Corey Brill vai Pete Anderson - Curtis Jackson vai Bob Miller - Helen Jackson vai Natalie Miller - Tiffany Morgan vai Erin - Susie Spear vai Shelly Neudermeyer - Mandi Christine Kerr vai Barbara - David Marshall Silverman vai Kent - Ted Huckabee vai Bruce - Dahlia Legault vai Francine - Anissa Matlock vai Cư dân Terminus - Nelson Bonilla vai Cư dân Terminus - Adam Boyer vai Cư dân Terminus - Justice Leak vai Cư dân Terminus - Owen Harn vai Tù nhân Terminus - Maia Moss-Fife vai Cư dân Alexandria - Jesse C. Boyd vai Thành viên The Wolves - Jason Alexander Davis vai Người đàn ông choàng áo đỏ |

## Đánh giá
Phần 5 của The Walking Dead nhận được phản ứng tích cực rộng rãi. Trên trang Rotten Tomatoes, có 90% trong số 31 bài đánh giá về Phần 5 này mang tính tích cực (điểm trung bình các tập là 87%). Nhận xét ngắn gọn mà trang này đưa ra là: "Nhờ vào cốt truyện dồn dập, những pha hành động đẫm máu và các khoảnh khắc hấp dẫn của nhân vật để dành tặng lượng khán giả trung thành, mùa thứ năm của The Walking Dead vẫn tiếp tục mang tính giải trí đầy đỉnh cao". Trang Metacritic cũng cho điểm Phần 5 này là 80 trên 100.
Một vài nhà phê bình cho rằng Phần 5 này là một sự tiến bộ vượt trội so với các phần trước đó. Todd VanDerWerff từ trang Vox đánh giá cao mọi khía cạnh của Phần 5, từ cách dẫn truyện, những yếu tố hành động cho đến quá trình phát triển nhân vật. Anh thậm chí còn kết luận rằng đây là mùa phim hay nhất của The Walking Dead.
Showrunner vào thời điểm này của phim, Scott Gimple cũng nhận được những lời khen ngợi khi đã hoàn thành xuất sắc vai trò của mình tốt hơn những người tiền nhiệm là Frank Darabont và Glen Mazzara, đặc biệt là trong việc đưa một số những nhân vật chưa thực sự nổi bật trước đây như Beth & Tyreese lên một tầm cao mới bằng cách làm phức tạp và biến hóa tâm lý của họ.

## Bên lề
- Mùa phim này sử dụng hình ảnh mới cho đoạn giới thiệu các diễn viên đầu phim.
- Dàn diễn viên chính có một số thay đổi.
  - Mặc dù đã là diễn viên chính kể từ Phần 4, Emily Kinney (Beth) và Chad Coleman (Tyreese) lần đầu tiên được đưa lên mục giới thiệu đầu phim thay vì được liệt kê tên trong mục "Also Starring" như trước đây.
  - Sonequa Martin-Green (Sasha) và Lawrence Gilliard Jr. (Bob) vẫn được liệt kê tên trong mục "Also Starring" mặc dù đã là diễn viên chính từ Phần 4.
  - Mặc dù chỉ xuất hiện trong Phần 4 với tư cách là vai khách mời, cả Michael Cudlitz (Abraham Ford), Christian Serratos (Rosita Espinosa), Josh McDermitt (Eugene Porter và Alanna Masterson (Tara Chambler), Andrew J. West (Gareth) đã được đưa lên làm diễn viên chính trong Phần 5 này.
    - Tên của Michael Cudlitz được đưa lên đoạn giới thiệu dàn diễn viên đầu phim trong khi tên của Christian Serratos, Josh McDermitt và Alanna Masterson được liệt kê trong mục "Also Starring".

  - Seth Gilliam trong vai cha xứ Gabriel Stokes xuất hiện kể từ tập thứ hai Phần 5 và cũng được đưa lên làm diễn viên chính trong Phần 5 này, tên của nam diễn viên được liệt kê trong mục "Also Starring".
- Phần 5  là phần có số nhân vật được biết tên biến đổi thành xác sống ít nhất với chỉ 1 nhân vật là Joan.
- Phần 5 là phần có số nhân vật chính chết nhiều nhất (cùng với Phần 3), bao gồm Bob Stookey, Gareth, Beth Greene và Tyreese.
- Tập cuối của Phần 5 - "Conquer" là tập cuối đầu tiên của một mùa phim có thời lượng phát sóng trên truyền hình là 90 phút.
  - Đây là tập phim thứ 3 trong tổng thể series The Walking Dead có thời lượng phát sóng 90 phút kể từ sau "Days Gone Bye" (tập đầu Phần 1) và "What Lies Ahead" (tập đầu Phần 2)
- Chương trình Talking Dead tiết lộ rằng tên của 5 tập phim cuối của Phần 5 đều là các từ khóa nằm trong một câu chuyện được Dale Horvath kể với nhóm Atlanta trong tập "Vatos" (Phần 1). Nguyên văn tiếng Anh: “I like what the father said to the son when he gave him a watch that had been handed down through generations. He said: "I give you a mausoleum of all hope and desire which will fit your individual needs, no better than it did mine and my father before me. I give it to you not that you may remember time, but that you may forget it. For a moment, now and then, and not spend all of your breath trying to conquer it." (Tạm dịch: "Tôi thích điều mà người cha ấy nói với con trai mình khi anh ta đặt vào tay thằng bé một chiếc đồng hồ đã được truyền qua nhiều thế hệ. Người cha nói: 'Cha tặng con một di vật tượng trưng cho tất cả những hy vọng và khát khao phù hợp với nhu cầu của riêng con, cũng như đối với cha và ông nội con trước đây. Cha tặng nó cho con không phải để con có thể ghi nhớ thời gian, mà là để đôi lúc con hãy quên đi nó. Để mà đôi khi, dù chỉ trong thoáng chốc, con không phải tiêu tốn hơi sức mà cố gắng chế ngự thời gian").